# 9854 Карлгайнц
9854 Карлгайнц (9854 Karlheinz) — астероїд головного поясу, відкритий 15 січня 1991 року.
Тіссеранів параметр щодо Юпітера — 3,371.